# Pseudomeloe baeri
Pseudomeloe baeri es una especie de coleóptero de la familia Meloidae.

## Distribución geográfica
Habita en Tucumán (Argentina).